# باتريك ليال
باتريك ليال (بالإنجليزية: Patrick Leal) هو لاعب كرة قدم أمريكي، ولد في 21 فبراير 2003 في نيوتن في الولايات المتحدة.